# Justicia effusa
Justicia effusa là một loài thực vật có hoa trong họ Ô rô. Loài này được D.N.Gibson mô tả khoa học đầu tiên năm 1972.